# فینال لیگ کونکاکاف ۲۰۲۱
فینال لیگ کونکاکاف ۲۰۲۱ بازی نهایی لیگ کونکاکاف ۲۰۲۱، پنجمین دوره لیگ کونکاکاف، مسابقات فوتبال باشگاهی رده دوم بود که توسط کونکاکاف، نهاد حاکم منطقه‌ای آمریکای شمالی، آمریکای مرکزی و کارائیب، سازماندهی شده بود.
فینال به صورت رفت و برگشت بین موتاگوا از هندوراس و کامیونیکیشنس از گواتمالا برگزار شد.
بازی اول در ۸ دسامبر ۲۰۲۱ به میزبانی موتاگوا در ورزشگاه تیبورسیو کاریاس آندینو در تگوسیگالپا برگزار شد و بازی برگشت به میزبانی کامیونیکیشنس در ورزشگاه دوروتئو گواموچ فلورس در گواتمالاسیتی در ۱۴ دسامبر ۲۰۲۱ برگزار شد.

## تیم‌ها
| تیم          | منطقه                  | فینال‌های قبلی (پررنگ نشانه قهرمانی است) |
| ------------ | ---------------------- | --------------------------------------- |
| موتاگوا      | آمریکای مرکزی (اونکاف) | ۲ (۲۰۱۸, ۲۰۱۹)                          |
| کامیونیکیشنس | آمریکای مرکزی (اونکاف) | نداشته                                  |

## ورزشگاه‌ها
|  |  |

## مسیر تا فینال
توجه: در تمام نتایج زیر، امتیاز فینالیست ابتدا ذکر شده است (H: میزبان؛ A: مهمان).
| موتاگوا       | موتاگوا    | موتاگوا | موتاگوا | مرحله             | کامیونیکیشنس  | کامیونیکیشنس | کامیونیکیشنس | کامیونیکیشنس |
| ------------- | ---------- | ------- | ------- | ----------------- | ------------- | ------------ | ------------ | ------------ |
| حریف          | مج.        | رفت     | برگشت   | لیگ کونکاکاف ۲۰۲۱ | حریف          | مج.          | رفت          | برگشت        |
| استراحت       | استراحت    | استراحت | استراحت | مرحله مقدماتی     | اونس دپورتیوو | ۴–۱          | ۱–۱ (H)      | ۳–۰ (A)      |
| یونیورسیتاریو | ۳–۲        | ۲–۲ (A) | ۱–۰ (H) | یک‌هشتم نهایی      | آلیانسا       | ۳–۱          | ۲–۱ (H)      | ۱–۰ (A)      |
| ماراتن        | ۴–۰        | ۲–۰ (A) | ۲–۰ (H) | یک‌چهارم نهایی     | ساپریسا       | ۵–۵ (گ.ز.)   | ۳–۴ (A)      | ۲–۱ (H)      |
| فورج          | ۲–۲ (گ.ز.) | ۲–۲ (A) | ۰–۰ (H) | نیمه نهایی        | گواستاتویا    | ۳–۱          | ۱–۰ (A)      | ۲–۱ (H)      |

## فرمت
فینال به صورت رفت و برگشت برگزار شد و تیمی که در دوره‌های قبلی عملکرد بهتری داشت، میزبان بازی برگشت بود.
اگر نتیجه مجموع دو بازی بعد از بازی برگشت مساوی می‌شد، قانون گل زده در خانه حریف اعمال می‌شد و اگر باز هم مساوی بود، ضربات پنالتی برای تعیین برنده استفاده می‌شد.

### رتبه‌بندی عملکرد
| رتبه | تیم          | بازی | برد | مساوی | باخت | گل زده | گل خورده | گل تفاضل | امتیاز | میزبان     |
| ---- | ------------ | ---- | --- | ----- | ---- | ------ | -------- | -------- | ------ | ---------- |
| ۱    | کامیونیکیشنس | ۶    | ۵   | ۰     | ۱    | ۱۱     | ۷        | ۴+       | ۱۵     | بازی برگشت |
| ۲    | موتاگوا      | ۶    | ۳   | ۳     | ۰    | ۹      | ۴        | ۵+       | ۱۲     | بازی رفت   |

## مسابقات

### بازی رفت
| موتاگوا    | 1–2   | کامیونیکیشنس                  |
| ---------- | ----- | ----------------------------- |
| موریرا ۴۱' | گزارش | - آپاریسیو ۲۲' - آنانگونو ۷۹' |

| موتاگوا | کامیونیکیشنس |

### بازی برگشت
| کامیونیکیشنس                            | ۴–۲   | موتاگوا               |
| --------------------------------------- | ----- | --------------------- |
| - آنانگونو ۴۲'، ۴۵+۱'، ۶۶' - لاکایو ۵۴' | گزارش | - موریرا ۴' - وگا ۲۷' |

| کامیونیکیشنس | موتاگوا |